# Phaeosphaeria associata
Phaeosphaeria associata är en svampart som tillhör divisionen sporsäcksvampar, och som först beskrevs av Rehm, och fick sitt nu gällande namn av Ove Erik Eriksson. Phaeosphaeria associata ingår i släktet Phaeosphaeria, och familjen Phaeosphaeriaceae. Arten är reproducerande i Sverige.